# Leandro Fonseca
Leandro Fonseca (Jaboticabal, 14 febbraio 1975) è un ex calciatore brasiliano, di ruolo attaccante.

## Carriera
Dopo qualche esperienza in patria, nel 1994 si trasferisce in Germania, andando a giocare al Carl Zeiss Jena, società con la quale conquista la terza divisione. L'anno seguente passa agli svizzeri del San Gallo, in prima divisione. Nel 1996 si trasferisce al Wil, società di seconda divisione, con la quale sigla 11 reti in 21 incontri, mantenendo una media reti/partita superiore a 0,5. Nell'annata successiva passa all'Yverdon Sport, rimanendo in seconda divisione e dove realizza 24 marcature in 35 incontri, in quella che sarà la sua miglior stagione in termini realizzativi. Nella stagione 1999-2000, Leandro Fonseca segna 21 gol, permettendo alla propria squadra di giocare un girone valido per la promozione in prima divisione, che alla fine è conquistata dall'Yverdon Sport. Alla sua seconda stagione in prima categoria, è utilizzato meno frequentemente (15 partite e 6 gol) e nel gennaio del 2000 decide di ritornare in Germania. Gioca per due anni all'Ulm, siglando 9 reti, prima di far ritorno in Brasile tra le file del Coritiba. Rimane fino al gennaio del 2002, quando opta per il ritorno in Svizzera: a Losanna scende in campo in 12 occasioni andando in gol 9 volte.
Trasferitosi al Neuchâtel Xamax, forma una coppia d'attacco prolifica col compagno Alexandre Rey: a fine stagione è quinto nella classifica marcatori con 17 centri. La prima rete è siglata il 10 luglio 2002, al Basilea (1-1). Il 24 agosto seguente firma una doppietta contro lo Zurigo (3-2) e il 10 settembre decide la sfida contro il Lucerna (0-1). Inoltre, è protagonista del lungo cammino della società in Coppa dove, nella finale contro il Basilea, - dopo aver passato le semifinali contro il Grasshoppers ai rigori -, cade 6-0. Nel 2003 firma con lo Young Boys, restando nella Super League. Il 16 luglio esordisce contro il San Gallo (1-4), sua ex squadra alla quale segna anche un gol. Il 24 ottobre successivo firma lo 0-1 che decide l'incontro sul Wil, il 22 febbraio 2004 sigla una doppietta nuovamente contro il San Gallo (1-3) e il 12 maggio realizza due reti contro lo Zurigo (2-2). A fine stagione termina terzo nella classifica marcatori con 17 reti, formando la miglior coppia offensiva del torneo assieme al compagno Stéphane Chapuisat, che ne diviene capocannoniere.
Nell'estate del 2004 i tedeschi dell'Hannover lo prelevano per 450000 € ma Leandro Fonseca realizza solamente 2 reti in 20 partite di campionato. Nella stagione seguente il Grasshoppers decide di acquistarlo per 350000 € ma il brasiliano termina la stagione con 11 presenze e nessun gol. Passa al Thun, dove ritrova la via del gol, segnando due marcature in 19 sfide di campionato. Nel 2007 ritorna all'Yverdon Sport, in seconda divisione, segnando 13 gol in 30 giornate. Decide di terminare la carriera da professionista in patria, alla Campinense, nel 2009. Totalizza 358 presenze e 140 marcature in campionato.

## Palmarès

### Club

#### Competizioni nazionali
- Fußball-Regionalliga: 1

Carl Zeiss Jena: Regionalliga Nordost 1993-1994